# Hutin
Hutin is een plaats in de gemeente Krašić in de Kroatische provincie Zagreb. De plaats telt 129 inwoners (2001).